# Море Моусона
Море Мо́усона (англ. Mawson Sea), окраинное море индоокеанского сектора Южного океана, у побережья Восточной Антарктиды, между мысами Визе (95°45' в. д.) и Пойнсетт (113°12' в. д.). Длина береговой линии более 800 км. Площадь 333 тыс. км²; расположено преимущественно в пределах материковой отмели, максимальные глубины немногим больше 1000 м. Большую часть года покрыто дрейфующими льдами; много столовых айсбергов, в том числе откалывающихся от расположенного здесь шельфового ледника Шеклтона. Большой вклад в изучение моря Моусона внесла советская антарктическая экспедиция 1962 года; эта часть Южного океана советскими учёными была выделена в отдельное море и названа в честь австралийского антарктического исследователя Дугласа Моусона.
Южная часть моря покрыта ледником Шекелтона, создающим экстремальные условия для судов учёных и китобоев периодически откалывающимися айсбергами.
На побережье в 1956—1958 годах в оазисе Бангера работала советская научная станция «Оазис», сейчас работает австралийская станция «Кейси».

## Фауна
В этом районе Южного океана распространены две группы планктона — водоросли диатомея и динофлагелятта. На морском шельфе моря Моусона в великом количественном изобилии находятся плеченогие моллюски, усоногие раки и мелкие морские звёзды. В придонном мире находится множество прикреплённых фильтраторов — морские лилии, губки, мшанки и подвижные трупоеды — немертины и многощетинковые черви. Особенность этих вод — это плотные, шевелящиеся реки мелкой живности, которая становится основной кормовой базой для рыбы и ластоногих млекопитающих.